# 党之歌
《党之歌》（德語：Lied der Partei），又称《党总是正确》（Die Partei hat immer recht），是德国统一社会党的党歌。这首歌由Louis Fürnberg创作。这首歌最为人熟悉的是它的第一段歌词：Die Partei, die Partei, die hat immer recht（中文：党，党，总是正确）。
這首歌有一個改編版被德國戲謔政黨「黨」使用。